# Giro d'Italia 1923
Il Giro d'Italia 1923, undicesima edizione della "Corsa Rosa", si svolse in dieci tappe dal 23 maggio al 10 giugno 1923, per un percorso totale di 3202,7 km. Fu vinto dall'italiano Costante Girardengo. Su 97 partenti, arrivarono al traguardo finale 38 corridori.
La corsa vide la sfida tra Costante Girardengo e Giovanni Brunero, il primo deciso a tornare alla vittoria dopo due anni e il secondo a vincere il Giro per la terza volta consecutiva. La leadership si decise nella sesta tappa, 283 km tra Napoli e Chieti, sul Macerone, dove Girardengo rispose agli attacchi di Brunero conquistando il primo posto in classifica che mantenne fino al traguardo di Milano. Girardengo vinse il suo secondo Giro, aggiudicandosi otto delle dieci tappe.
Al termine della terza tappa, con arrivo a Firenze e vinta dallo stesso Girardengo, la giuria fu costretta ad assegnare la vittoria ex aequo tra il piemontese e il fiorentino Pietro Linari in seguito alle minacce dei concittadini di quest'ultimo. Due giorni dopo, lasciata ormai la Toscana, la giuria confermò la vittoria al solo Girardengo.
Quest'edizione del Giro fu anche l'unica a cui partecipò Ottavio Bottecchia, al debutto in un grande giro, che concluse al quinto posto assoluto e primo degli isolati (i corridori senza squadra). Fu quindi notato dal corridore francese Henri Pélissier che lo invitò al Tour de France. Al Tour del 1923 Bottecchia arrivò secondo proprio dietro Pélissier, e vinse poi la Grande boucle nel 1924 e nel 1925.

## Tappe
| Tappa  | Data      | Percorso          | km      | Vincitore di tappa  | Leader cl. generale |
| ------ | --------- | ----------------- | ------- | ------------------- | ------------------- |
| 1ª     | 23 maggio | Milano > Torino   | 328     | Costante Girardengo | Costante Girardengo |
| 2ª     | 25 maggio | Torino > Genova   | 312,9   | Bartolomeo Aymo     | Bartolomeo Aymo     |
| 3ª     | 27 maggio | Genova > Firenze  | 265     | Costante Girardengo | Bartolomeo Aymo     |
| 4ª     | 29 maggio | Firenze > Roma    | 288,7   | Costante Girardengo | Bartolomeo Aymo     |
| 5ª     | 31 maggio | Roma > Napoli     | 281,5   | Costante Girardengo | Bartolomeo Aymo     |
| 6ª     | 2 giugno  | Napoli > Chieti   | 283,1   | Costante Girardengo | Costante Girardengo |
| 7ª     | 4 giugno  | Chieti > Bologna  | 383     | Costante Girardengo | Costante Girardengo |
| 8ª     | 6 giugno  | Bologna > Trieste | 362,2   | Costante Girardengo | Costante Girardengo |
| 9ª     | 8 giugno  | Trieste > Mantova | 357     | Alfredo Sivocci     | Costante Girardengo |
| 10ª    | 10 giugno | Mantova > Milano  | 341,3   | Costante Girardengo | Costante Girardengo |
| Totale | Totale    | Totale            | 3 202,7 |                     |                     |

## Dettagli delle tappe

### 1ª tappa
- 23 maggio: Milano > Torino – 328 km

Risultati
| Pos. | Corridore           | Squadra | Tempo     |
| ---- | ------------------- | ------- | --------- |
| 1    | Costante Girardengo | Maino   | 12h11'00" |
| 2    | Pietro Linari       | Legnano | s.t.      |
| 3    | Federico Gay        | Atala   | s.t.      |

### 2ª tappa
- 25 maggio: Torino > Genova – 312,9 km

Risultati
| Pos. | Corridore       | Squadra | Tempo     |
| ---- | --------------- | ------- | --------- |
| 1    | Bartolomeo Aymo | Atala   | 12h05'25" |
| 2    | Pietro Linari   | Legnano | a 55"     |
| 3    | Federico Gay    | Atala   | s.t.      |

### 3ª tappa
- 27 maggio: Genova > Firenze – 265 km

Risultati
| Pos. | Corridore           | Squadra      | Tempo     |
| ---- | ------------------- | ------------ | --------- |
| 1    | Costante Girardengo | Maino        | 10h39'36" |
| 2    | Pietro Linari       | Legnano      | s.t.      |
| 3    | Paride Ferrari      | Indipendente | s.t.      |

### 4ª tappa
- 29 maggio: Firenze > Roma – 288,7 km

Risultati
| Pos. | Corridore           | Squadra | Tempo     |
| ---- | ------------------- | ------- | --------- |
| 1    | Costante Girardengo | Maino   | 11h34'34" |
| 2    | Federico Gay        | Atala   | a 1"      |
| 3    | Michele Gordini     | Ganna   | s.t.      |

### 5ª tappa
- 31 maggio: Roma > Napoli – 281,5 km

Risultati
| Pos. | Corridore           | Squadra | Tempo     |
| ---- | ------------------- | ------- | --------- |
| 1    | Costante Girardengo | Maino   | 11h15'11" |
| 2    | Luigi Lucotti       | Maino   | s.t.      |
| 3    | Federico Gay        | Atala   | s.t.      |

### 6ª tappa
- 2 giugno: Napoli > Chieti – 283,1 km

Risultati
| Pos. | Corridore            | Squadra   | Tempo     |
| ---- | -------------------- | --------- | --------- |
| 1    | Costante Girardengo  | Maino     | 10h55'56" |
| 2    | Giovanni Brunero     | Legnano   | s.t.      |
| 3    | Giovanni Trentarossi | Berettini | a 8'26"   |

### 7ª tappa
- 4 giugno: Chieti > Bologna – 383 km

Risultati
| Pos. | Corridore           | Squadra | Tempo     |
| ---- | ------------------- | ------- | --------- |
| 1    | Costante Girardengo | Maino   | 14h06'15" |
| 2    | Alessandro Tonani   | Maino   | s.t.      |
| 3    | Alfredo Sivocci     | Legnano | s.t.      |

### 8ª tappa
- 6 giugno: Bologna > Trieste – 362,2 km

Risultati
| Pos. | Corridore           | Squadra      | Tempo     |
| ---- | ------------------- | ------------ | --------- |
| 1    | Costante Girardengo | Maino        | 14h43'55" |
| 2    | Michele Gordini     | Ganna        | s.t.      |
| 3    | Domenico Schierano  | Indipendente | s.t.      |

### 9ª tappa
- 8 giugno: Trieste > Mantova – 357 km

Risultati
| Pos. | Corridore           | Squadra | Tempo     |
| ---- | ------------------- | ------- | --------- |
| 1    | Alfredo Sivocci     | Legnano | 12h43'50" |
| 2    | Costante Girardengo | Maino   | s.t.      |
| 3    | Michele Gordini     | Ganna   | s.t.      |

### 10ª tappa
- 10 giugno: Mantova > Milano – 341,3 km

Risultati
| Pos. | Corridore           | Squadra   | Tempo     |
| ---- | ------------------- | --------- | --------- |
| 1    | Costante Girardengo | Maino     | 12h31'40" |
| 2    | Alessandro Tonani   | Maino     | s.t.      |
| 3    | Pietro Bestetti     | Berettini | s.t.      |

## Classifiche finali

### Classifica generale
| Pos. | Corridore            | Squadra      | Tempo      |
| ---- | -------------------- | ------------ | ---------- |
| 1    | Costante Girardengo  | Maino        | 122h28'17" |
| 2    | Giovanni Brunero     | Legnano      | a 37"      |
| 3    | Bartolomeo Aymo      | Atala        | a 10'25"   |
| 4    | Federico Gay         | Atala        | a 41'25"   |
| 5    | Ottavio Bottecchia   | Indipendente | a 45'49"   |
| 6    | Giuseppe Enrici      | Legnano      | a 49'30"   |
| 7    | Michele Gordini      | Ganna        | a 52'15"   |
| 8    | Emilio Petiva        | Maino        | a 55'17"   |
| 9    | Giovanni Trentarossi | Berettini    | a 1h00'29" |
| 10   | Angelo Gremo         | Maino        | a 1h12'06" |